# Parallorchestes trispinosa
Parallorchestes trispinosa is een vlokreeftensoort uit de familie van de Hyalidae. De wetenschappelijke naam van de soort is voor het eerst geldig gepubliceerd in 2002 door Bousfield & Hendrycks.